# Unione Sportiva Cremonese 1975-1976
Questa voce raccoglie le informazioni riguardanti l'Unione Sportiva Cremonese nelle competizioni ufficiali della stagione 1975-1976.

## Stagione
Nella stagione 1975-1976 la Cremonese ha disputato il campionato di Serie C, girone A, classificandosi seconda con 46 punti, alle spalle del promosso Monza, che ha chiuso il campionato con ben 58 punti. Per il sesto anno consecutivo il condottiero dei grigiorossi è Battista Rota. Campionato dominato dal Monza che vince a Cremona alla settima giornata (0-1), i brianzoli fanno il vuoto e volano via staccando tutte le rivali.

## Rosa
| N. |                   | Ruolo | Calciatore         |
| -- | ----------------- | ----- | ------------------ |
|    | Italia (bandiera) | D     | Fausto Barboglio   |
|    | Italia (bandiera) | A     | Giuliano Bocchio   |
|    | Italia (bandiera) | P     | Luciano Bodini     |
|    | Italia (bandiera) | A     | Pierantonio Bortot |
|    | Italia (bandiera) | C     | Piero Braglia      |
|    | Italia (bandiera) | D     | Gianfranco Cassago |
|    | Italia (bandiera) | D     | Luciano Cesini     |
|    | Italia (bandiera) | A     | Cristino Chigioni  |
|    | Italia (bandiera) | C     | Giuseppe De Gradi  |
|    | Italia (bandiera) | C     | Giancarlo Finardi  |

| N. |                   | Ruolo | Calciatore         |
| -- | ----------------- | ----- | ------------------ |
|    | Italia (bandiera) | C     | Maurizio Frediani  |
|    | Italia (bandiera) | P     | Claudio Maiani     |
|    | Italia (bandiera) | D     | Luciano Miani      |
|    | Italia (bandiera) | C     | Bruno Minini       |
|    | Italia (bandiera) | A     | Emiliano Mondonico |
|    | Italia (bandiera) | D     | Claudio Prandelli  |
|    | Italia (bandiera) | C     | Alberto Sironi     |
|    | Italia (bandiera) | D     | Giovanni Talami    |
|    | Italia (bandiera) | C     | Giuseppe Tamborini |

## Risultati

### Girone di andata
| Arbitro: | Redini (Pisa) |

|                |           |  |
| Manservigi 85’ | Marcatori |  |

| Arbitro: | Marino (Taranto) |

|                    |           |  |
| Cesini 59’ Finardi | Marcatori |  |

| Arbitro: | Tani (Livorno) |

|                |           |                 |
| Bortot 5’, 45’ | Marcatori | 44’ (rig.) Iori |

| Casale Monferrato 5 ottobre 1975 4ª giornata | Juniorcasale | 0 – 0 | Cremonese | Stadio Natale Palli\| Arbitro: \| Baldi (Roma) \| |
| Arbitro:                                     | Baldi (Roma) |       |           |                                                   |

| Arbitro: | Patrussi (Arezzo) |

|           |           |  |
| Miani 69’ | Marcatori |  |

| Mantova 19 ottobre 1975 6ª giornata | Mantova          | 0 – 0 | Cremonese | Stadio Danilo Martelli\| Arbitro: \| Paparesta (Bari) \| |
| Arbitro:                            | Paparesta (Bari) |       |           |                                                          |

| Arbitro: | Falasca (Chieti) |

|  |           |                 |
|  | Marcatori | 78’ Sanseverino |

| Arbitro: | Prato (Lecce) |

|                                        |           |               |
| Bianchi 21’ (rig.) Aschettino 43’, 50’ | Marcatori | 67’ Mondonico |

| Cremona 9 novembre 1975 9ª giornata | Cremonese                   | 0 – 0 | Sant'Angelo | Stadio Giovanni Zini\| Arbitro: \| Grillenzoni (Finale Emilia) \| |
| Arbitro:                            | Grillenzoni (Finale Emilia) |       |             |                                                                   |

| Arbitro: | Esposito (Torre Annunziata) |

|                  |           |                                                |
| Grion 68’ (rig.) | Marcatori | 15’ (rig.) 52’ Finardi 47’ Chigioni 62’ Bortot |

| Arbitro: | Ballerini (La Spezia) |

|             |           |  |
| Cavasin 57’ | Marcatori |  |

| Arbitro: | Adamu (Cagliari) |

|                                               |           |  |
| Cassago 67’ Mondonico 88’ (rig.) Frediani 90’ | Marcatori |  |

| Arbitro: | Bitocchi (Tivoli) |

|            |           |               |
| Magara 77’ | Marcatori | 33’ Mondonico |

| Arbitro: | Bei (Roma) |

|            |           |  |
| Sironi 53’ | Marcatori |  |

| Arbitro: | Sancini (Bologna) |

|                        |           |  |
| Campagna 35’ Rossi 89’ | Marcatori |  |

| Arbitro: | Baldari (Roma) |

|            |           |  |
| Bortot 15’ | Marcatori |  |

| Arbitro: | Migliore (Salerno) |

|  |           |                    |
|  | Marcatori | 11’ (rig.) Finardi |

| Arbitro: | Tubertini (Bologna) |

|           |           |  |
| Bortot 3’ | Marcatori |  |

| Chioggia 25 gennaio 1976 19ª giornata | Clodia Sottomarina | 0 – 0 | Cremonese | Stadio Aldo e Dino Ballarin\| Arbitro: \| Lanese (Messina) \| |
| Arbitro:                              | Lanese (Messina)   |       |           |                                                               |

### Girone di ritorno
| Arbitro: | Morganti (Ascoli Piceno) |

|            |           |  |
| Minini 17’ | Marcatori |  |

| Arbitro: | Menotti (Bologna) |

|                   |           |                      |
| Mazzia 21’ (rig.) | Marcatori | 34’ (rig.) Mondonico |

| Arbitro: | G. Panzino (Catanzaro) |

|             |           |                   |
| Filippi 66’ | Marcatori | 85’ (aut.) Marchi |

| Arbitro: | Chiri (Mantova) |

|             |           |  |
| Finardi 59’ | Marcatori |  |

| Arbitro: | Materassi (Firenze) |

|            |           |                              |
| Belotti 7’ | Marcatori | 1’ Bortot 15’ (aut.) Belotti |

| Cremona 7 marzo 1976 25ª giornata | Cremonese         | 0 – 0 | Mantova | Stadio Giovanni Zini\| Arbitro: \| Casella (Brescia) \| |
| Arbitro:                          | Casella (Brescia) |       |         |                                                         |

| Arbitro: | Lanese (Messina) |

|                         |           |  |
| Tosetto 15’ Buriani 39’ | Marcatori |  |

| Arbitro: | Romanetti (Messina) |

|                          |           |                |
| Bortot 48’ Mondonico 71’ | Marcatori | 66’ Santarello |

| Sant'Angelo Lodigiano 28 marzo 1976 28ª giornata | Sant'Angelo        | 0 – 0 | Cremonese | Stadio Carlo Chiesa\| Arbitro: \| Carvani (Piacenza) \| |
| Arbitro:                                         | Carvani (Piacenza) |       |           |                                                         |

| Arbitro: | Stillaci (Torino) |

|                       |           |                   |
| Cassago 7’ Cesini 48’ | Marcatori | 76’ (aut.) Cesini |

| Arbitro: | Tempio (Catania) |

|            |           |              |
| Bortot 45’ | Marcatori | 29’ Pasinato |

| Arbitro: | Stringaro (Udine) |

|                                                       |           |  |
| Marchi 5’ Zandegù 13’ Giavardi 39’ (rig.) De Rosa 82’ | Marcatori |  |

| Arbitro: | Menotti (Bologna) |

|  |           |            |
|  | Marcatori | 88’ Magara |

| Arbitro: | Romanetti (Messina) |

|                         |           |                       |
| Brunini 54’ Vailati 70’ | Marcatori | 20’ Bortot 38’ Cesini |

| Arbitro: | D'Elia (Salerno) |

|                      |           |              |
| Mondonico 86’ (rig.) | Marcatori | 67’ Facoetti |

| Arbitro: | Foschi (Forlì) |

|           |           |            |
| Girol 73’ | Marcatori | 87’ Minini |

| Arbitro: | Gazzari (Macerata) |

|               |           |  |
| Mondonico 49’ | Marcatori |  |

| Arbitro: | Patrussi (Arezzo) |

|                                 |           |                          |
| Cassago 21’ (aut.) Vallongo 71’ | Marcatori | 29’ Mondonico 36’ Cesini |

| Arbitro: | Materassi (Firenze) |

|            |           |  |
| Sironi 61’ | Marcatori |  |